# 대한민국 민법 제436조
대한민국 민법 제436조는 취소할 수 있는 채무의 보증에 대한 민법 채권법 조문이었다. 2015년 2월 3일부로 삭제되었다.
법학계에서는 취소원인 있는 채무를 보증한 경우까지 법조문으로 규정한 것은 불합리하며, 보증한 자가 주채무가 취소되지 않는 한 보증채무를 부담하나 취소되면 주채무와 동일한 내용의 채무를 부담하는 결과가 되어 이는 보증채무의 부종성의 이론에 맞지 않고, 보증인의 의사해석으로서도 지나치므로 부당한 조문이라고 비판해왔다.

## 조문
제436조(취소할 수 있는 채무의 보증) 취소의 원인있는 채무를 보증한 자가 보증계약당시에 그 원인있음을 안 경우에 주채무의 불이행 또는 취소가 있는 때에는 주채무와 동일한 목적의 독립채무를 부담한 것으로 본다. [법률 제471호, 1958. 2. 22, 제정]

제436조 삭제 [법률 제13125호, 2015. 2. 3, 일부개정]

## 참고 문헌
- 오현수, 일본민법, 진원사, 2014. ISBN 9788963463452
- 오세경, 대법전, 법전출판사, 2014 ISBN 9788926210277
- 이준현 , LOGOS 민법 조문판례집, 미래가치, 2015. ISBN 9791155020869